# Zage Johanson
Gustaf Zage Johanson, född 1 augusti 1916 i Högfors i Ljusnarsbergs socken, Örebro län, död 6 mars 1990 i Jönköping, var en svensk målare, tecknare och grafiker. 
Han var son till byggmästaren Gustaf Johansson och Edit Jonsson samt från 1944 gift med Ann-Margit Norén (1916–2009) och bror till Lennart Johansson. Han studerade vid Slöjdföreningens skola 1937–1939 och vid Valands målarskola i Göteborg 1939–1942. Han medverkade i Nationalmuseums utställning Unga tecknare 1944, 1946–1948 och 1950 samt i ett flertal samlingsutställningar med Smålandskonstnärer på olika orter i Småland och tillsammans med några Göteborgs konstnärer ställde han ut i Jönköping 1952, han var representerad i utställningen Kristen konst som visades i Tranås 1949.
Bland hans offentliga arbeten märks en trärelief föreställande Jesu dop som hänger på södra väggen i Bymarkskyrkan. Han gjorde sig först bemärkt som en driven tecknare men övergick under senare år till måleriet. Hans konst består av illustrationer, interiörer, stilleben, figurer och  landskapsmålningar utförda i oljefärg, tempera eller akvarell samt skulpturer och teckningar. 
Johanson är representerad vid  Moderna museet, Göteborgs konstmuseum, Jönköpings länsmuseum och Jönköpings kommun. År 1993 genomfördes en minnesutställning med Johanson på Jönköpings läns museum.
Makarna Johanson är begravda på Dunkehalla kyrkogård i Jönköping.